# Heath (Texas)
Heath è un centro abitato degli Stati Uniti d'America situato nella contea di Kaufman e nella contea di Rockwall dello Stato del Texas.
La popolazione era di 6.921 persone al censimento del 2010. Fa parte della Dallas-Fort Worth Metroplex.

## Geografia fisica
Heath è situata a 32°50′52″N 96°28′42″W (32.847890, -96.478273). Secondo lo United States Census Bureau, ha un'area totale di 6,9 miglia quadrate (18 km²), di cui 0,04 miglia quadrate (0,10 km², 0.58%) d'acqua.

## Società

### Evoluzione demografica
Secondo il censimento del 2000, c'erano 4.149 persone, 1.380 nuclei familiari e 1.214 famiglie residenti nella città. La densità di popolazione era di 604,5 persone per miglio quadrato (233,5/km²). C'erano 1.462 unità abitative a una densità media di 213,0 per miglio quadrato (82,3/km²). La composizione etnica della città era formata dal 95,20% di bianchi, lo 0,82% di afroamericani, lo 0,39% di nativi americani, l'1,35% di asiatici, lo 0,07% di isolani del Pacifico, l'1,30% di altre razze, e lo 0,87% di due o più etnie. Ispanici o latinos di qualunque razza erano il 3,01% della popolazione.
C'erano 1.380 nuclei familiari di cui il 46,7% aveva figli di età inferiore ai 18 anni, l'81,9% aveva coppie sposate conviventi, il 3,9% aveva un capofamiglia femmina senza marito, e il 12,0% erano non-famiglie. Il 9,1% di tutti i nuclei familiari erano individuali e il 2,7% aveva componenti con un'età di 65 anni o più che vivevano da soli. Il numero di componenti medio di un nucleo familiare era di 3,01 e quello di una famiglia era di 3,21.
La popolazione era composta dal 31,6% di persone sotto i 18 anni, il 4,0% di persone dai 18 ai 24 anni, il 27,8% di persone dai 25 ai 44 anni, il 28,4% di persone dai 45 ai 64 anni, e l'8,2% di persone di 65 anni o più. L'età media era di 39 anni. Per ogni 100 femmine c'erano 104,1 maschi. Per ogni 100 femmine dai 18 anni in giù, c'erano 101,8 maschi.
Il reddito medio di un nucleo familiare era di 98.975 dollari e quello di una famiglia era di 99.415 dollari. I maschi avevano un reddito medio di 71.707 dollari contro i 42.933 dollari delle femmine. Il reddito pro capite era di 51.049 dollari. Circa il 2,0% delle famiglie e il 3,5% della popolazione erano sotto la soglia di povertà, incluso il 5,7% di persone sotto i 18 anni enessuno di 65 anni o più.